# Armando Silva Téllez

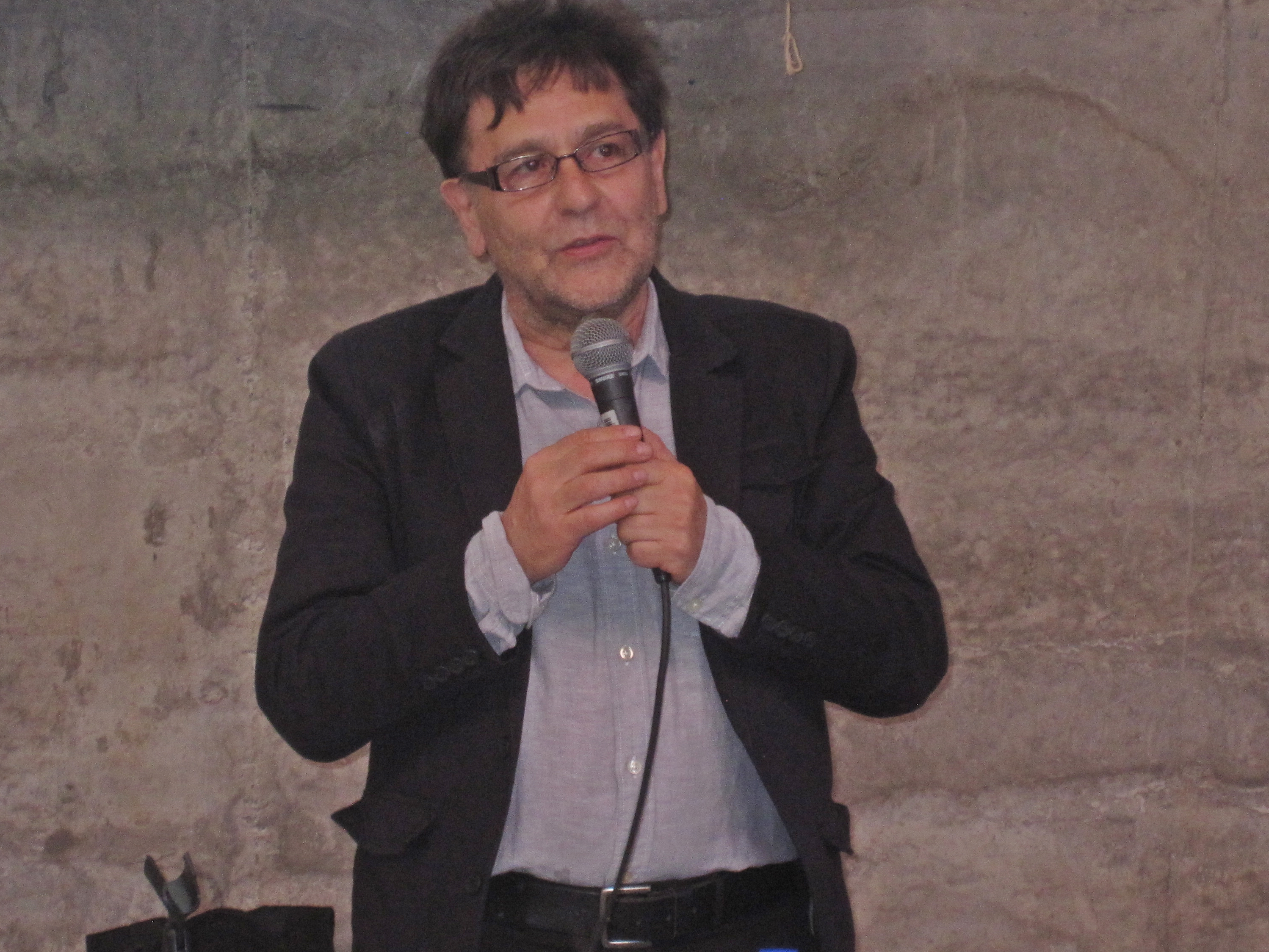
Armando Silva Téllez en el Memorial da América Latina en São Paulo, Brasil.

Armando Silva (Bogotá, 19 de agosto de 1948) es un filósofo y semiólogo colombiano, más conocido por su trabajo de los “Imaginarios Urbanos” desarrollado en varias ciudades de América Latina y España.

## Biografía
Silva cuenta con un doctorado y un postdoctorado en Filosofía y Literatura Comparada en la Universidad de California, Irvine bajo la dirección del filósofo Jacques Derrida y de la crítica psicoanalista Julieth Flower, Family Photo Album: The Imagen of Ouselves  ganadora del premio mejor tesis doctoral en las universidades de California (1996). 
Antes había cursado estudios doctorales en Italia con E. Garroni y U. Eco en la Sapienza di Roma  (Sapienza di Roma) y de Semiótica y Psicoanálisis en la Ecole Des Hautes Études en Sciences Sociales  (École des Hautes Études en Sciences Sociales) EHESS de París, con Ch. Metz y de Literatura y Linguística en España (Universidad Complutense de Madrid). Ha sido profesor invitado en diversas universidades, entre ellas, Barcelona, Andalucía, Autónoma de México, California y Buenos Aires. Es autor de más de 30 libros entre los cuales se encuentran Imaginarios Urbanos, Álbum de Familiay entre sus publicaciones recientes esta su revisión al concepto del imaginario en su libro Imaginarios, el asombro social, publicado en simultánea en México, Colombia, Ecuador, Argentina, traducido  al portugués (Imaginarios, Estranhamentos Urbanos)  y sistematizado en inglés por Mac Gill, Imaginaries in Contemporary Aesthetics. Editor de la serie " Ciudades imaginadas"  con Alfaguara y del programa audiovisual "Ciudades imaginadas para TV" (canal YouTube), director del programa internacional "Imaginarios urbanos". En sus últimos ensayos indaga por la relación entre lo imaginario y lo digital, publica para Topofilia de México "Territorio y lugares imaginarios". A su vez la revista francesa, Vie des idées, a partir de ser Francia donde inició su teoría de los imaginarios, le pide aplicar sus puntos de vista a su ciudad natal y publica "L´apparition de Bogota: De la cite rêvée a la vile réelle".
En los últimos cuatro años explora la producción de imaginarios en la ficción y publica su primera novela La mierda y el amor (2017) y luego la novela La Bella durmiente 2.0 (2019) que origina un primer relato visual masivo en el periódico El Tiempo y, al mismo tiempo, un grupo de artistas decide llevar al arte y al performance su novela, siendo ello uno de los actuales intereses del autor: explorar las relaciones entre el arte contemporáneo y los imaginarios urbanos.  
A lo largo de su carrera investigativa ha recibido distinciones y homenajes de varias universidades e instituciones. Entre sus últimos homenajes se destaca el de la Asociación Latinoamericana de Semiótica (2018), que él mismo cofundó junto con el capítulo de Colombia, por sus aportes al estudio de las ciudades con herramientas semióticas y deconstructivas. Es autor de la Metodología de Imaginarios Urbanos, seleccionada por el Convenio Andrés Bello para adelantar la primera investigación de culturas urbanas comparadas en varias capitales de Iberoamérica. Se unen a la iniciativa varias entidades internacionales como la UNESCO, la Facultad Latinoamericana de Ciencias Sociales FLACSO, entre otras. Seleccionado como único escritor, investigador y artista invitado por Documenta II, cuando por primera vez el evento invita a un escritor y filósofo a formar parte del evento mundial de la exhibición de arte contemporáneo, Documenta 11 , y publica su libro “Urbane Vorstellungs-welten in Lateinamerika “ (Urban imaginaries from Latin America Documenta 11) en Alemania. Gana el premio en Periodismo Opinión 2024 del Círculo de Periodismo de Bogotá (2024).
Más de 500 tesis de doctorado en maestría se han argumentado desde su extensa obra teórica, que va desde los estudios de grafiti de 1988  y el Álbum de familia: la imagen de nosotros mismos, hasta el Asombro social (2014) ó Atmósferas ciudadanas (2019). La plataforma Google Academic  reconoce más de 2.500 citaciones de su obra en los últimos tres años (2019). Hay varias entrevistas virtuales recientes sobre la obra de A. Silva. José Luis Fernández lo entrevistó sobre su obra clásica Imaginarios Urbanos, Paula Mascías sobre su último gran proyecto (2022 - 2025) Ciudades, comunidades y fronteras imaginadas (Cycli) ó en su página web con sede en FLACSO Buenos Aires.
Armando Silva ha sido invitado a grandes eventos mundiales de arte y cultura, como Documenta II en Kassel, Alemania (2002); Bienal de Sao Paulo (2004); Bienal de Venecia (2006). En el 2021 la Bienal de Viena se inspira en la teoría de los imaginarios urbanos y lo reconocen como creador del concepto e invita a cien artistas y científicos a presentar obras sobre cuidar el mundo Eat Love. Uno de sus curadores Huber Klumpmer lo entrevista. Lo que se extendió hasta la Bienal de Urbanismo y Arquitectura de Hong Kong y Shenzhen.
Su obra completa en retrospectiva se exhibió en la Fundación Antoni Tàpies de Barcelona (2007); Natalia González preparó una exposición virtual de su obra referida a Bogotá en el MAMBO 2016. Es columnista de El Tiempo. Fundó y dirigió el Doctorado de Estudios Sociales de la Universidad Externado de Colombia y es profesor de la Universidad Nacional de Colombia, institución que le ha otorgado los reconocimientos y títulos de Profesor Emérito de la Universidad Nacional de Colombia y Maestro Universitario.
Alrededor de 200 ciudades del mundo siguen su metodología de imaginarios urbanos, concepto que él mismo ideo y acuñó en 1992; hoy en día ya se usa de modo reiterado en el mundo académico y periodístico. Las urbes que siguen su metodología reciben el nombre de "ciudades imaginadas" sobre la base que lo imaginado es una prefiguración en la percepción ciudad física; la cual esta última percibe desde los imaginarios dominantes construidos desde estéticas afectivas como el miedo, las esperanzas, el amor o las fronteras entre las naciones o ciudades: "la realidad es el fantasma de lo real, no lo real", sostiene. Dentro de sus nuevas herramientas de análisis  incluye el arte contemporáneo.
Varios de sus libros y ensayos por decisión del autor han quedado en libre acceso en cuatro páginas web:
www.datos.imaginariosurbanos.net 
http://iu.imaginariosurbanos.net/
http://iu.imaginariosurbanos.net/los-origenes/
ó en el link de su última obra digital (2023) con edición trasmedia donde están las claves de como pasar el libro de lecturas a otra de inmersión desde lo digital 
https://elsignoinvisible.com/471-dias-con-el-virus_novela-no-ficcion/
PUBLICACIONES
AUTOR DE LIBROS
Silva Téllez, A. (2023). Una novela sin ficción: 471 días con el virus. Universidad Nacional de Colombia.  
Silva Téllez, A. (2019). La bella durmiente 2.0. Taller de Edición Rocca.  
Silva Téllez, A. (2017). La mierda y el amor. Taller de Edición Rocca.   
Silva Téllez, A. (2016). Cultura italiana en Colombia: reflexiones sobre etnias y mestizajes en Colombia (2ª edición). Panamericana. (Obra original publicada en 1999).  
Silva, Telliz, A. (2014). Atmósferas ciudadanas: grafiti, arte púbico, nichos estéticos. Universidad Externado de Colombia.   
Silva Téllez, A. (2014). IMAGINARIOS, Estranhamentos urbanos (A. Silva Trad.). Edições SESC São Paulo. 
Silva Téllez, A. (2013). IMAGINARIOS: el asombro social. Universidad Externado en Colombia.  
Silva Téllez, A. (2012).  Álbum de familia, la imagen de nosotros mismos (4a ed.). Universidad de Medellín. 
Silva Téllez, A. (2010). Ciudades imaginadas iberoamericanas.  Universidad Externado de Colombia. 
Silva Téllez, A. (2008). Los imaginarios nos habitan. Organización Latinoamericana y del Caribe de Centros Históricos (OLACCHI).
Silva Téllez, A. (2008). Álbum de Familia, a imagen de nós mesmos (A. Silva Téllez, Trad.). São Paulo (Obra original publicada en 1996).   
Silva Téllez, A. (2007). Imaginarios urbanos en América Latina: urbanismos ciudadanos. Fundació Antoni Tàpies. 
Silva Téllez, A (2006). Imaginarios urbanos: hacia el desarrollo de un urbanismo desde los ciudadanos. Metodología. Convenio Andrés Bello; Universidad Nacional de Colombia. 
Silva Téllez, A. (2004). Polvos de ciudad. Sociedad Cultural La Balsa.   
Silva Téllez, A. (2004). Urbane Vorstellungswelten in Lateinamerika, Documenta 11. Alemania: Kassel.   
Silva Téllez, A. (2004). Metodología. Imaginarios Urbanos. Convenio Andrés Bello. 
Silva Téllez, A. (2003).Bogotá Imaginada. Convenio Andrés Bello; Distribuidora y Editora Aguilar, Altea, Taurus, Alfaguara, S.A.; Universidad Nacional de Colombia.
Silva Téllez, A. (2004).  Grafiti :una ciudad Imaginada. Hasta cuando  carajo. (2a. ed. revisada 1990, 3a. ed. 2004). Tercer mundo editores . 1988 
Silva Téllez, A. (1987). Punto de vista ciudadano: Focalización visual y Puesta en Escena del Graffiti. Trad.  Instituto Caro y Cuervo. Obra original publicada 1986. 

## Obras
Siguiendo los planteamientos de los trabajos de Henri Lefebvre, Robert Venturi, Denise Scott Brown, Steven Izenour, Rem Koolhaas, Jean-Paul Sartre y Pierre Sansot, entre otros, Silva, señala que los Imaginarios Urbanos estudian los programas sociales donde la función estética domina como un modo de percibir y de actuar en la ciudad; por lo tanto, sería una teoría de los sentimientos y de su expresión colectiva. Silva propone tres situaciones que conforman el «urbanismo ciudadano»:
1. Según la fórmula Imaginada-Real, cuando un hecho, un objeto o un relato no existen en la realidad empírica comprobable pero una colectividad los imagina y los vive como realmente existentes.[43]
2. Según la fórmula Real-Imaginada, donde un hecho, relato o texto que existe empírica y referencialmente no se le usa ni evoca por la sociedad o algún grupo de ella.[43]
3. Según la fórmula: Imaginada-Real-Imaginada, cuando la percepción colectiva imaginada coincide con la realidad empírica.[43]

Estos imaginarios, a su vez, se constituyen a partir de tres dimensiones principales:
1. Como inscripción psíquica, donde los sentimientos –miedo, odio, afecto, etc.– dominan el orden imaginario.[44]
2. Como inscripción social, cuando lo imaginario no corresponde solo a una inscripción psíquica individual, sino que nos brinda una condición afectiva y cognitiva dentro de comunidades sociales.[44]
3. Como tecnología para la representación colectiva, donde lo imaginario se asocia a las técnicas que van a servir como instrumento para representar, materializar y crear tipos de visión, lo cual que exige entender que cada época construye sus percepciones dimensionadas desde tecnologías dominantes y que cada una, a su vez, permite deducir el mundo desde su misma condición inherente que arroja una potencial estructuración y no otra.[44]

Silva ha realizado varias investigaciones tendientes a identificar los imaginarios de algunas ciudades de América Latina y España; en este contexto, nacieron Bogotá Imaginada, Barcelona Imaginada, Sao Paulo Imaginado, y otros libros de este proyecto, cuyo objetivo consiste en comprender las formas de representación de los imaginarios en las ciudades.
En su opinión, este enfoque subjetivo de los comportamientos sociales desde los imaginarios ha abierto un rico campo de trabajo que dialoga con otras corrientes como la sociología de los afectos, la lógica de Peirce y la hermenéutica del psicoanálsis. Sus estudios han complementado el marco teórico de otros trabajos, entre los cuales se pueden encontrar la Construcción Social del Miedo, Latinoamérica: un Espacio Cultural y los Imaginarios de la Escuela, entre otros.